# 通卡國家公園
51°41′N 102°08′E / 51.683°N 102.133°E

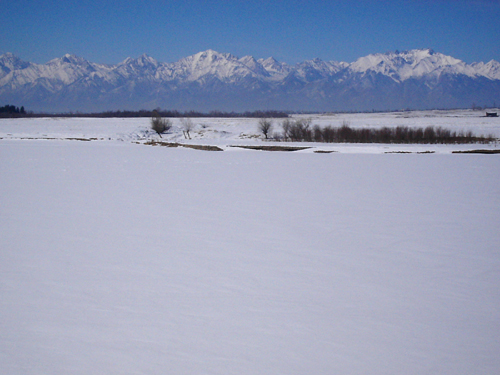

通卡國家公園是俄羅斯的國家公園，位於該國南部布里亞特共和國，成立於1991年5月27日，面積11,837平方公里，有16種魚類、4種兩棲類、5種爬蟲類、237種鳥類、47種哺乳類動物棲息。